# Ravon
Ravon ist ein Dorf (qishloq) in der usbekischen Viloyat Fargʻona im Ferghanatal und Hauptort des Bezirks Soʻx.
Ravon liegt etwa 75 km südwestlich der Viloyathauptstadt Fargʻona und etwa 70 km südlich der bezirksfreien Stadt Qoʻqon in einer usbekischen Exklave in Kirgisistan. Der Fluss Soʻx fließt durch den Ort.
Einer Berechnung für 2003 zufolge betrug die Einwohnerzahl von Ravon 5.900.